# Kolomuty
Kolomuty jsou obec v okrese Mladá Boleslav v Středočeském kraji. Rozkládá se asi šest kilometrů východně od Mladé Boleslavi. Žije zde 452 obyvatel.

## Historie
První písemná zmínka o obci pochází z roku 1297.

## Obyvatelstvo
| Rok            | 1869 | 1880 | 1890 | 1900 | 1910 | 1921 | 1930 | 1950 | 1961 | 1970 | 1980 | 1991 | 2001 | 2011 | 2021 |
| -------------- | ---- | ---- | ---- | ---- | ---- | ---- | ---- | ---- | ---- | ---- | ---- | ---- | ---- | ---- | ---- |
| Počet obyvatel | 162  | 155  | 169  | 156  | 154  | 164  | 177  | 147  | 150  | 154  | 167  | 163  | 175  | 301  | 446  |
| Počet domů     | 26   | 26   | 30   | 29   | 31   | 32   | 40   | 47   | 46   | 46   | 46   | 58   | 61   | 100  | 148  |

## Obecní správa

### Územněsprávní začlenění
Dějiny územněsprávního začleňování zahrnují období od roku 1850 do současnosti. V chronologickém přehledu je uvedena územně administrativní příslušnost obce v roce, kdy ke změně došlo:
- 1850 země česká, kraj Jičín, politický i soudní okres Mladá Boleslav[6]
- 1855 země česká, kraj Mladá Boleslav, soudní okres Mladá Boleslav[6]
- 1868 země česká, politický i soudní okres Mladá Boleslav[6]
- 1939 země česká, Oberlandrat Jičín, politický i soudní okres Mladá Boleslav[7]
- 1942 země česká, Oberlandrat Praha, politický i soudní okres Mladá Boleslav[8]
- 1945 země česká, správní i soudní okres Mladá Boleslav[9]
- 1949 Pražský kraj, okres Mladá Boleslav[10]
- 1960 Středočeský kraj, okres Mladá Boleslav[11]
- k 1. lednu 1980 Středočeský kraj, okres Mladá Boleslav, obec Plazy[12]
- k 24. listopadu 1990 Středočeský kraj, okres Mladá Boleslav[12]

### Obecní symboly
Znak a vlajka byly obci uděleny rozhodnutím předsedy Poslanecké sněmovny Parlamentu České republiky dne 15. června 2015.

## Doprava
Silniční doprava
- Obcí prochází silnice III. třídy. Ve vzdálenosti 1 km lze najet na silnici I/16 Mělník - Mladá Boleslav - Jičín.

Železniční doprava
- Obec Kolomuty leží na železniční trati 064 Mladá Boleslav - Dolní Bousov - Stará Paka. Jedná se o jednokolejnou regionální trať, doprava byla na trati zahájena roku 1905. Přepravní zatížení tratě 064 mezi Mladou Boleslaví a Dolním Bousovem činilo v pracovních dnech roku 2011 obousměrně 14 osobních vlaků.[14] Na území obce leží železniční zastávka Kolomuty.

Autobusová doprava
- V obci zastavovaly v pracovních dnech května 2011 příměstské autobusové linky:
- Mladá Boleslav-Dobrovice-Kosořice (4 spojů tam i zpět),
- Mladá Boleslav-Semčice-Mcely (7 spojů tam, 8 spojů zpět) (dopravce TRANSCENTRUM bus, s.r.o.) a
- linka 30 Městské autobusové dopravy Mladá Boleslav (8 spojů)[15]

## Pamětihodnosti
- Památkově chráněná socha svatého Josefa na návsi
- Kaplička se zvoničkou mezi domy čp. 22 a 23
- Jiná kaplička stávala na dvoře statku čp. 3 (dnes již neexistujícího, snad v místech dnešního čp. 61 východně od OÚ), byla zbořena  roce 1921.[16]

## Fotogalerie

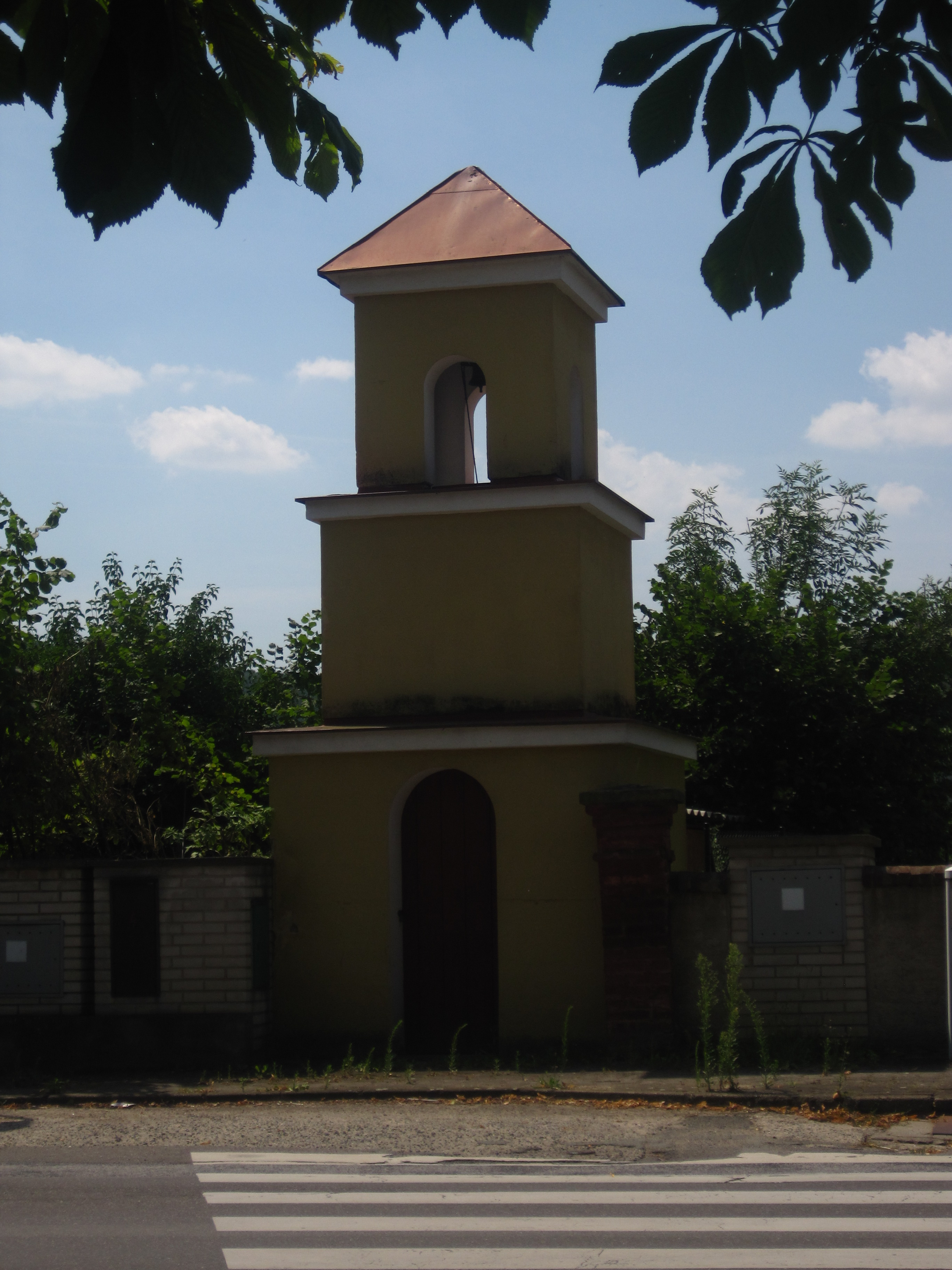
Kaplička se zvoničkou
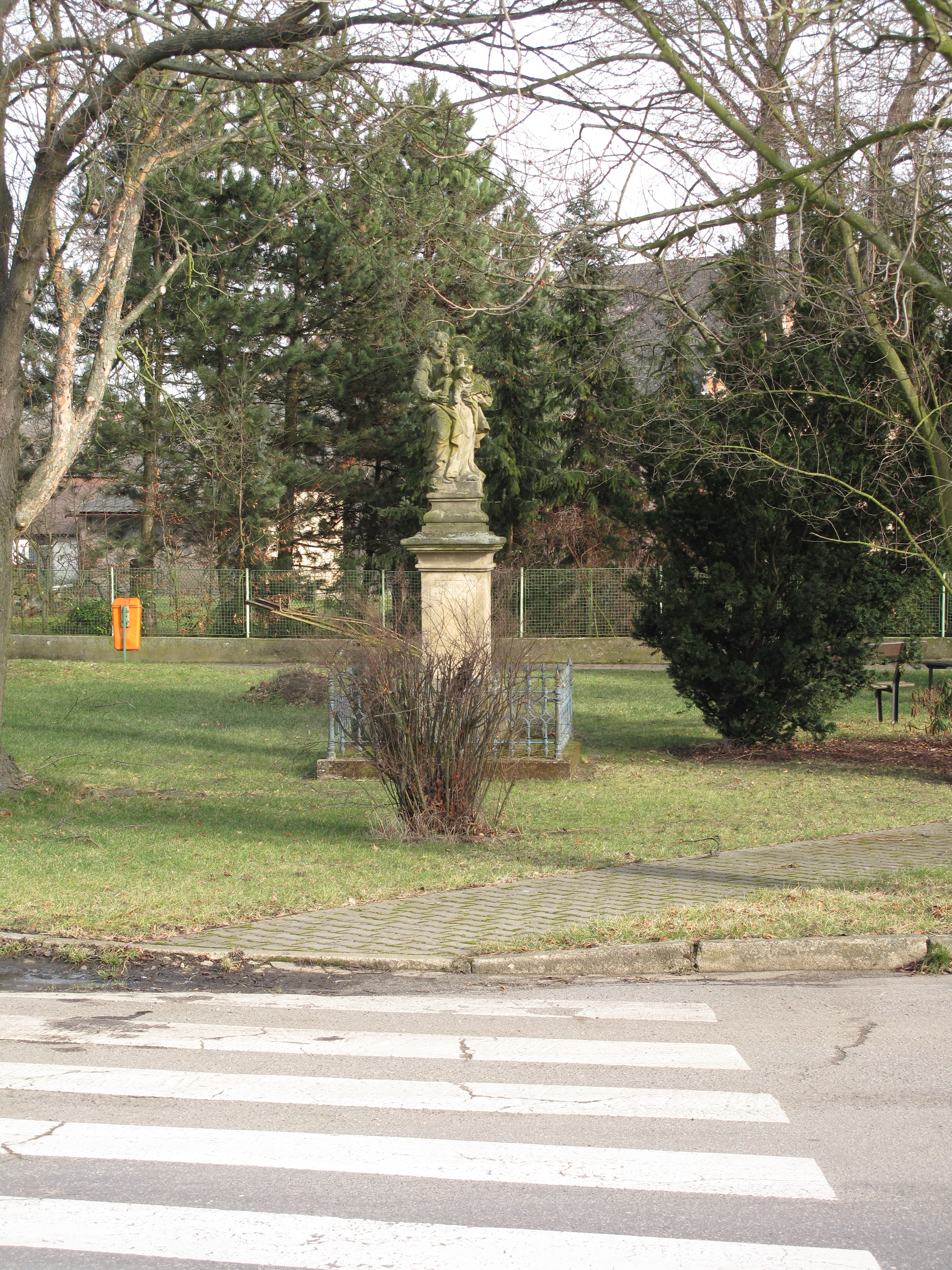
Socha svatého Josefa
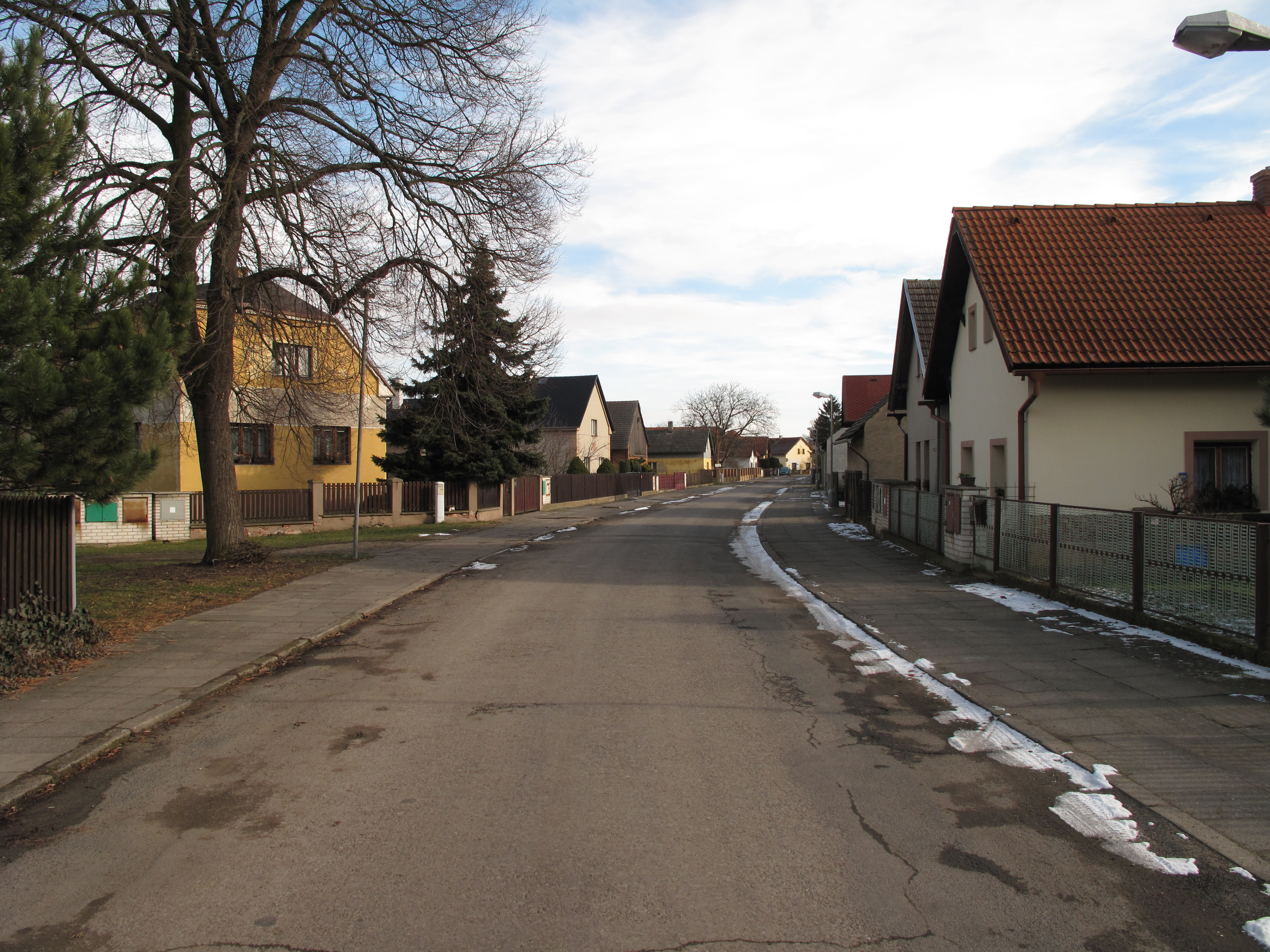
Zástavba vsi
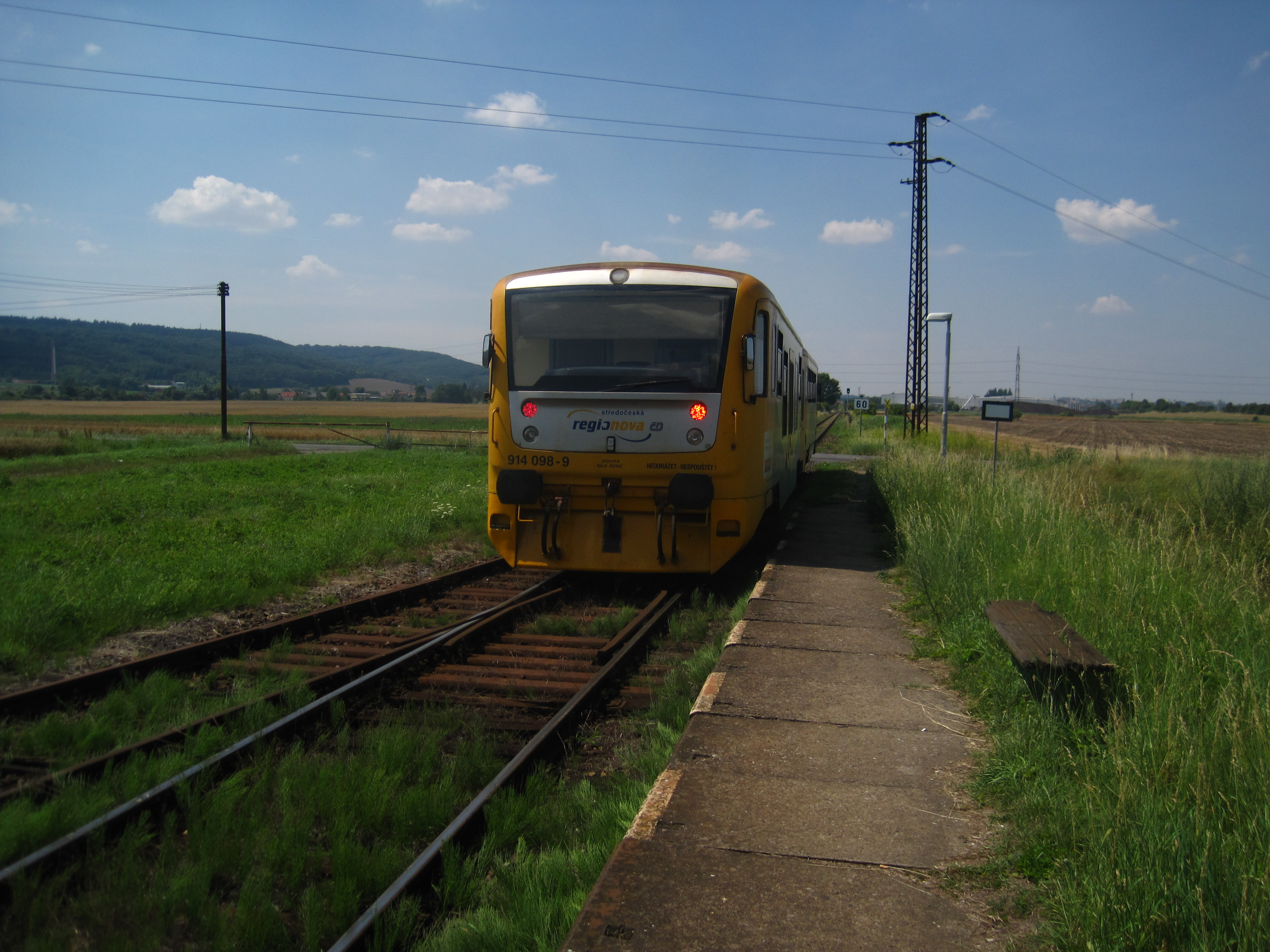
Železniční zastávka
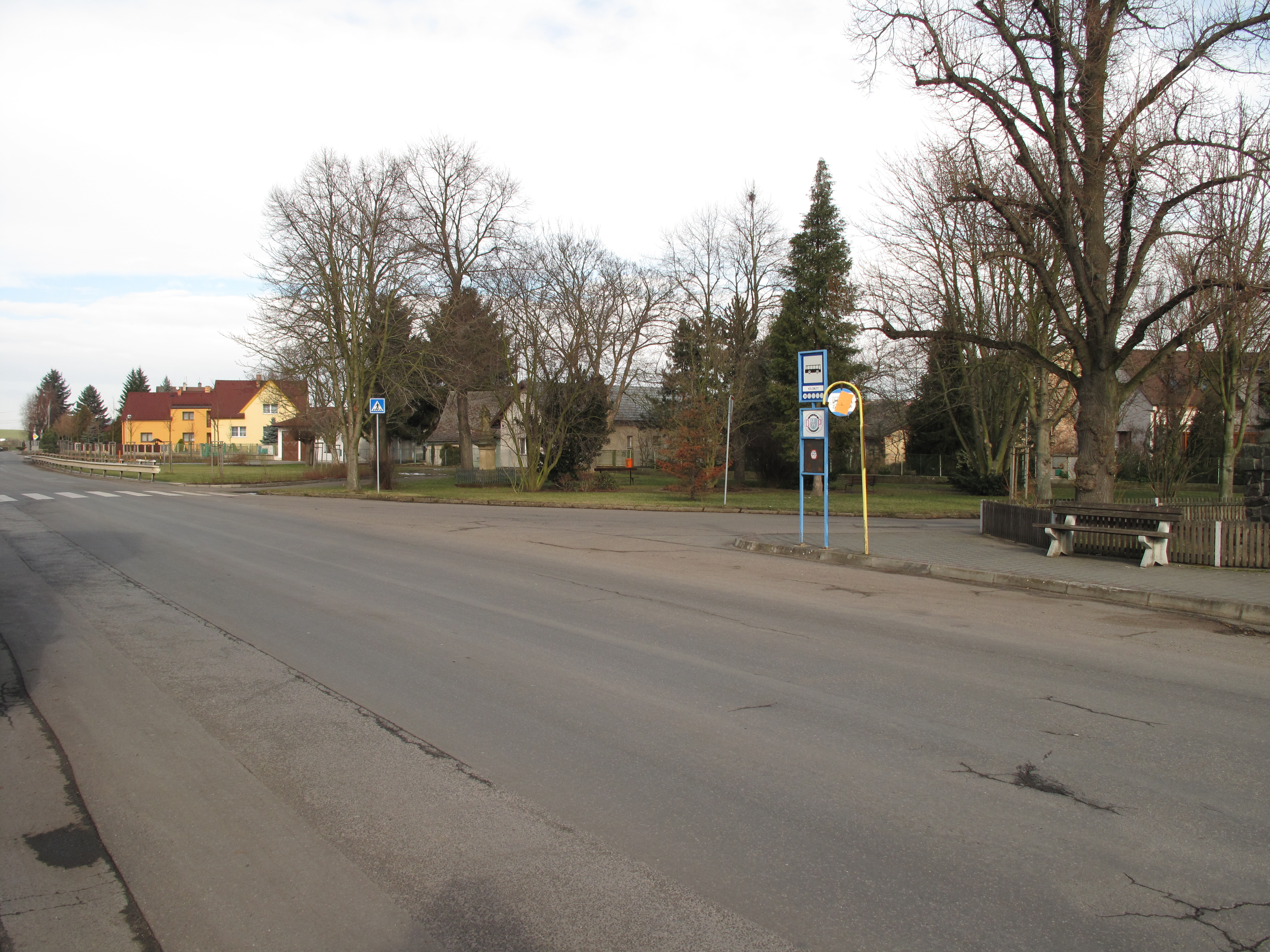
Silnice a autobusová zastávka v Kolomutech